# Чартово (Великопольське воєводство)
Чартово (пол. Czartowo) — село в Польщі, у гміні Скульськ Конінського повіту Великопольського воєводства.
Населення — 127 осіб (2011).
У 1975-1998 роках село належало до Конінського воєводства.

## Демографія
Демографічна структура станом на 31 березня 2011 року:
|          | Загалом | Допрацездатний вік | Працездатний вік | Постпрацездатний вік |
| -------- | ------- | ------------------ | ---------------- | -------------------- |
| Чоловіки | 63      | 13                 | 41               | 9                    |
| Жінки    | 64      | 10                 | 32               | 22                   |
| Разом    | 127     | 23                 | 73               | 31                   |